# Memento (2000.)
Memento je misteriozni triler iz 2000. godine u režiji Christophera Nolana, a baziran je na kratkoj priči njegovog brata Jonathana naslovljenoj Memento Mori. Glavne uloge igraju Guy Pearce, Carrie-Anne Moss i Joe Pantoliano. 
Film je dobio brojne pohvale od strane kritičara i publike, a osvojio je i nominaciju za Zlatni globus u kategoriji za najbolji scenarij, te dvije nominacije za Oscar u kategoriji za najbolji scenarij i montažu. Trenutačno se nalazi i na 33. mjestu top liste 250 najboljih filmova svih vremena bazirane na ocjenama korisnika najveće internetske baze podataka o filmu IMDb.
U svojoj standardnoj verziji film prikazuje događaje redoslijedom obrnutim od kronološkog, ali u nekim je državama moguće nabaviti i posebno DVD izdanje na kojem se nalazi i verzija u kojoj je moguće gledati događaje kronološkim redoslijedom.

## Radnja
Film prati pogled na svijet iz gledišta Leonarda Shelbyja, koji je u pokušaju da spriječi ubojstvo svoje supruge zadobio tešku ozljedu glave, što je rezultiralo pojavom anterogradne amnezije. Leonard je zbog toga u nemogućnosti formirati nova sjećanja i sjeća se samo događaja koji su se dogodili prije nego što je zadobio ozljedu. U nastojanju da upamti sadašnje događaje vodi bilješke, snima fotografije Polaroidom i tetovira se najvažnijim činjenicama koje mora upamtiti. Leonardov cilj je osvetiti se čovjeku koji je silovao i ubio njegovu ženu i zbog toga bilježi sve podatke koji bi ga mogli dovesti do njega.
Prije zadobivene ozljede, Leonard je bio snalažljiv osiguravateljski istražitelj i imao je sposobnosti da prepozna ljude koji lažu. Njegov prvi veći slučaj bio je onaj sa Sammyjem Jankisom, žrtvom gubitka kratkoročnog pamćenja. Koristeći seriju naizgled jednostavnih testova baziranih na instinktu, a ne pamćenju, Leonard je došao do zaključka da Sammy lažira svoj gubitak pamćenja, te mu je onemogućeno dobivanje osiguranja. Nakon tog događaja, Sammyjeva supruga, koja je bila dijabetičarka, ili iz vjerovanja da je njegovo stanje duševno i da se ga može osloboditi ili iz nastojanja da počini samoubojstvo, ga je više puta u razmacima od nekoliko minuta tražila da joj da injekciju inzulina. Budući da nije bio u mogućnosti upamtiti događaje otprije nekoliko minuta, Sammy ju je predozirao inzulinom od kojeg umire.
Nakon što je Leonard postao žrtva istog poremećaja, shvaća da je Sammy zapravo, nastojeći se sjetiti, lažirao izraz prepoznavanja prilikom susreta s osobama za koje je vjerovao da ih poznaje.
Nakon što Leonard ispriča priču o Sammyju, u filmu se pojavljuje policajac po imenu Teddy, kojem je dodijeljen slučaj istraživanja smrti Leonardove supruge i koji se u konačnici i sprijatelji s njim. Leonard mu pomaže u nastojanju da pronađe ubojicu, za kojeg je uspio saznati samo da se zove John G.
Na kraju filma, Leonard pomisli da je uspio u svojoj osveti, ali ubrzo saznaje da je Teddy njime manipulirao. Naime, čovjek kojeg je Leonard ubio bio je diler drogom Jimmy Grantz, a Teddy je od toga želio izvući vlastitu korist i uzeti Jimmyjev skupocijeni Jaguar s 200 tisuća dolara u prtljažniku.
U toj sceni, Teddy kaže Leonardu da će mu ispričati cijelu priču. Tada govori da je Leonard zapravo ubio pravog Johna G. prije nekoliko godina, a i mnogo drugih ljudi s tim imenom. Međutim, John G. nije bio odgovoran za ubojstvo njegove supruge, već samo njezino silovanje, a Leonard je zapravo sam skrivio njezinu smrt. Ona je preživjela napad, ali frustrirana njegovim stanjem predozirala se inzulinom kojeg joj je on davao. Teddy tvrdi da Sammy nije imao suprugu, te da je Leonard svoju priču pretočio u Sammyjevu.
Leonard odbije vjerovati u to i nastoji što prije zaboraviti što mu je Teddy rekao, što mu s obzirom na njegovo stanje ne predstavlja veliki problem. Prije nego što zaboravi, Leonard upisuje "Ne vjeruj njegovim lažima" na Teddyjevu fotografiju i stavlja sebi u podsjetnik da mora utetovirati broj registracijske oznake Teddyjevog automobila. Tada zaključuje da svi ljudi zapravo zavaravaju sami sebi, a on se razlikuje po tome što je svjestan svog samozavaravanja. Uzima Jimmyjev automobil i odvozi se do salona za tetoviranje kako bi utetovirao broj pločice Teddyjevog automobila kao jednu od činjenica.
Nakon toga, u džepu odjeće koju je uzeo od Jimmyja nakon što ga je ubio, pronalazi poruku od njegove djevojke Natalie i odvozi se u Jimmyjevom automobilu i odjeći do kafića u kojem ona radi. Nakon što joj kaže za svoj poremećaj, ona odluči provjeriti ima li u njegovoj priči istine. Uvjereći se da je doista tako, odlučuje ga iskoristiti kako bi se riješila čovjeka po imenu Dodd.
Leonard je zaokupljen riješavanjem zagonetke koju si je stvorio, ali smatra da treba pomoći Natalie. Nakon potjere s Doddom, završava u njegovoj hotelskoj sobi. Leonard hvata Dodda i stavlja ga u ormar zavezanih ruku i s ljepljivom trakom preko ustiju. Sljedećeg jutra se budi u istoj sobi i pronalazi Dodda ne sjećajući se događaja iz prethodne večeri. Ubrzo dolazi Teddy i u panici natjeraju Dodda da sjedne u svoj automobil i odveze se iz grada.
Nakon što saznaje da je Dodd otišao, Natalie odlučuje Leonardu otkriti tko je vlasnik vozila s registracijskom oznakom koju je vidio na Teddyjevom automobilu. Leonard se iznenadi kad saznaje da je Teddyjevo pravo ime John Edward Gammell, odnosno John G., te ga ubije i to je scena kojom počinje film.

## Likovi

### Leonard Shelby
Leonard je glavni lik kojeg glumi Guy Pearce. Kad je pokušao spriječiti ubojstvo svoje supruge jedan od napadača ga je snažno odgurnuo prilikom čega je glavom udario u zidno ogledalo i otad pati od anterogradne amnezije. Koristi bilješke, fotografije i tetovaže kao zamjenu za sjećanje, a bilježi i činjenice koje bi ga mogle dovesti do ubojice i pružiti mu priliku za osvetu. Leonard ne voli da ga se naziva nadimkom Lenny.

### John Edward "Teddy" Gammell
Teddyja glumi Joe Pantoliano. Tijekom filma njegovo ponašanje tjera gledatelja da dovede njegov kredibilitet pod sumnju. Iako se Teddy pretvara da je Leonardov prijatelj, on zapravo koristi njegov hendikep u svoju korist. Ne pokušava fizički napasti Leonarda, ali služi mnoge psihološke igre u namjeri da manipulira s njim. Na primjer, lažima želi navesti Leonarda da uzme njegov stari automobil kako bi on mogao uzeti Jaguar kojeg je Leonard ukrao od ubijenog dilera drogom Jimmyja Grantza i u čijem se prtljažniku nalazi 200 tisuća dolara u gotovini. Teddyjeve laži na kraju dovode do toga da ga Leonard ubije misleći da je on zapravo ubio njegovu suprugu. Na kraju filma otkriva se i da je Teddy naveo Leonarda da ubije brojne Johnove G. zavaravajući ga da su upravo oni ubili njegovu suprugu.

### Natalie
Natalie glumi Carrie-Anne Moss, poznata po ulogama iz trilogije The Matrix. Nakon što upoznaje Leonarda, želi ga navesti na to da ubije Dodda, čovjeka kojem ona duguje puno novaca. Leonard je udari tijekom jednog od njezinih pokušaja manipulacije, ali nema olovku i papir kako bi zabilježio događaj, što ona koristi tako da odlazi iz kuće i vraća se nakon nekoliko minuta kažući da ju je napao Dodd. Iako manipulira Leonardom, na neki način mu i pomaže u njegovoj nakani da pronađe ubojicu svoje supruge.

### Sammy Jankis
Sammyja glumi Stephen Tobolowsky. Prije Leonardove nesreće, Sammy je bio jedan od klijenata osiguravateljske tvrtke za koju je radio i također je patio od anterogradne amnezije. Leonardovi pogrešni zaključci o njegovom stanju doveli su ga do toga da je izgubio pravo na osiguranje. Sammyjevo stanje i odbijanje njegove supruge da vjeruje u njega dovelo ju je do smrti predoziranjem inzulinom, kojeg joj je injekcijama on davao.

### Sammyjeva supruga
Sammyjeva supruga umire od predoziranja inzulinom nakon što ga navede da joj neprestano daje injekcije u razmaku od nekoliko minuta. Na takvu odluku se odluči ili iz razloga što je pokušala nagovoriti Sammyja da se oslobodi svog stanja ili jer više nije imala volje živjeti s njim u ovakvom stanju. Sammyjevu suprugu glumi Harriet Sansom Harris.

### Burt Hadley
Burt je recepcionar motela u kojem Leonard odsjeda, a glumi ga Mark Boone Junior. Kao i Teddy i Natalie, i on koristi Leonardov hendikep u vlastitu korist tako da mu iznajmljuje više soba kako bi svom šefu zaradio što više novaca u loše posjećenom motelu.

### Dodd
Dodda glumi Callum Keith Rennie. Natalie želi navesti Leonarda da ubije Dodda uvjeravajući ga da ju je on prebio. Dodd pronalazi Leonarda prije nego što on nađe njega, što rezultira kratkom potjerom između njih dvojice. Dodd želi uhvatiti Leonarda jer misli da je ubio njegovog partnera u dilanju drogom, Jimmyja. Leonard ga uspije nadmudriti, te mu oduzima pištolj i prisiljava ga na napuštanje grada.

### Jimmy Grantz
Jimmy je Natalien pokojni dečko, a glumi ga Larry Holden. Na kraju filma, koji je kronološki zapravo početak, saznaje se da ga je zapravo ubio Leonard. On je bio stvarni vlasnik Leonardovog Jaguara, u čijem se prtljažniku nalazilo 200 tisuća dolara u gotovini, a bio je i uvelike upleten u dilanje drogom.

## Trivia
- Snimanje filma trajalo je 25 dana.
- Teddyjev broj telefona, 555 0134, jednak je kao i onaj Marle Singer u filmu Klub boraca.
- Salon za tetoviranje nazvan je prema supruzi redatelja i scenarista Christophera Nolana, Emmi Thomas, koja je ujedno i pomoćna producentica filma.
- U jednom trenutku može se vidjeti bijela Honda Civic parkirana pored Leonardovog Jaguara na parkiralištu ispred motela. To je osobni automobil redatelja i scenarista Christophera Nolana.

## Nagrade i nominacije
- osvojena nagrada Saturn za najbolji akcijsko pustolovni triler film

## Vanjske poveznice
- Službena stranica  Arhivirana inačica izvorne stranice od 4. ožujka 2020. (Wayback Machine)
- Memento u internetskoj bazi filmova IMDb-a